# Vallatjärnen, Lappland
Vallatjärnen är en sjö i Arjeplogs kommun i Lappland och ingår i Piteälvens huvudavrinningsområde.